# Leptodontium wallisii
Leptodontium wallisii är en bladmossart som beskrevs av Kindberg 1888. Leptodontium wallisii ingår i släktet groddmossor, och familjen Pottiaceae. Inga underarter finns listade i Catalogue of Life.